# Škoda Karoq
A Škoda Karoq a Volkswagen-csoporthoz tartozó Škoda Auto kompakt szabadidő-autója, a Škoda Yeti utódja. 2017 tavasza óta beszélhetünk Škoda Karoqról, 2017 nyarától gyártják, 2017 ősze óta kapható három felszereltségi szinttel, két benzin- és négy dízelmotorral. A Škoda részletes programot dolgozott ki, hogy növelje eladásait a szabadidő-autók kategóriájában, ezért vezette be a Karoqot. Népszerűsége miatt 2018 elejétől két helyen is gyártják. Az egész világban ismert autó, több kontinensre is exportálják. Magyarországon is kapható.

## Elnevezés
2017 tavaszán jelentették be, hogy a Yeti utódja a Karoq nevet fogja viselni. A Karoq név semmilyen önálló jelentéssel nem bír. Azért kapta az autó, hogy a márka két szabadidő-autójának neve egységesen K-val kezdődjön és Q-val végződjön, igaz, a Kodiaq névnek volt önálló jelentése is: a Kodiak-medvére utalt. Olyan elmélet is létezik, hogy a Karoq szó a kaa'raq és ruq szavakból ered, amelyek az Aleut-szigeteken beszélt Alutiiq nyelven autót, illetve nyilat jelentenek, utalva ezzel a márka emblémájára.

## Bemutatása
Egy évvel a 31,5 cm-rel hosszabb és 4,1 centiméterrel szélesebb Kodiaq SUV után érkezett meg a Yeti utódja. A SUV-ok fokozódó népszerűsége nyomán elvetették a Yeti egyterűs beütésű formáját. Testvérmodelljei a SEAT Ateca és a Volkswagen Tiguan, a Karoq hozzájuk képest egy évvel később jelent meg. A három típusból a SEAT Ateca belépőmodellje tartalmazza a legkevesebb kényelmi funkciót, míg a Tiguan és a nála valamivel kisebb Karoq között alig van különbség.
A Karoq világpremierje 2017. május 18–19-én volt Stockholm közelében, az Artipelag Múzeumban 500 résztvevővel. A debütációt élő adásban közvetítették. Brit változatát 2017 szeptemberében mutatták be a Frankfurti Autókiállításon.

## Gyártás
2017 júliusától gyártják, kezdetben csak a csehországi Kvasinyban. 2017 októberében került a piacra. Egy 18,6 millió eurós beruházás eredményeképpen 2018 januárjától Mladá Boleslavban is készítik a Fabia, Octavia és Rapid típusok mellett, a Karoq tehát négyre növelte az itt gyártott típusok számát.

## Technika és műszaki adatok
A konszern többi SUVjáéval (Škoda Kodiaq, Volkswagen Tiguan) megegyező MQB padlólemezre épül. Csomagtere 521 és 1630 liter között változtatható (VarioFlex ülésrendszerrel ez 479 literrel kezdődik). Extraként 8 colos érintőképernyő jár. A rendelhető VarioFlex opcióval a hátsó ülések szabadabban mozgathatók, a középső ülés lehajtható a nagyobb lábtér érdekében. A Škoda Karoq maximális öt csillagot és 93%-os eredményt ért el az EuroNCAP törésteszten, akárcsak a márka minden modellje ebben az évben.

## Felszereltségek
Az alapfelszereltség neve SE (eredetileg Ambition). Első ködlámpák, 17 colos kerekek, automatikus fékezési rendszer, hátsó tolatóradar jár hozzá. 12 helyről szól benne a hang, valamint Bluetooth- és okostelefon-csatlakoztatási lehetőségeket is tartalmaz. Az SE-t az SE L követi LED fényszórókkal, fekete helyett króm tetősínekkel. Az SE L modelleknek elöl és hátul is vannak parkolást segítő érzékelői (és tolatókamerája is), az első ülések fűthetőek, valamint itt jelenik meg a VarioFlex ülésrendszer. Kerekei 18 colosak. Az SE L-hez már jár a 8 col átmérőjű érintőképernyő, amely már tartalmaz navigációt.
A csúcsmodell a panorámatetős Karoq Edition 19 colos kerekekkel. Az Editionnek már belső fényei is LEDesek, első ülései elektronikusan állíthatók. Vezeték nélküli mobiltelefontöltő is van benne, érintőképernyője valamivel nagyobb, mint az SE L-é (9,2 inch).

## Amerika
A Volkswagen az európai T-Roc típus helyett egy Thauru nevű kis szabadidő-autót fog árusítani a brazil piacon, elképzelhető, hogy a Škoda Karoq átcímkézett változata lesz. A rejtélyes Thauru elindításáig az első generációs Tiguan lesz a Volkswagen brazil SUVja.

## Ausztrália
2018 közepére külön ausztráliai bemutatóval tervezik a Karoq helyi piacra dobását. Valószínűleg két motorral, egy elsőkerékhajtású benzinessel és egy drágább összkerékhajtású dízeles üzeművel lesz elérhető. Az előrejelzések alapján az ausztrál Karoqnak lesz frontális ütközést megakadályozó rendszere vészfékezéssel, valamint több, tárgyak közelségét érzékelő szenzora az autó eltérő részein.

## Ázsia
A Karoq kínai bemutatója Kantonban volt Ke Luoke néven. Hossza (4432 mm és tengelytávolsága (2688 mm) valamelyest eltér a globális paraméterektől. A kínai piacon 1,2 és 1,4 literes benzinmotorokkal kapható. Ashutosh Dixit, a márka eladásainak és marketingjének igazgatója bejelentette, hogy 2019 közepére Indiában is megkezdik a Karoq árusítását. Az indiai piacon feltehetően egyetlen 2,0 literes automata váltós dízelmotorral lesz kapható, de lehet, hogy benzinmotorral is elérhető lesz. Valószínűleg nem helyben fogják gyártani.

## Motorok
A váltó mindegyik motorhoz kézi, hatfokozatú vagy hétfokozatú automata, kivéve a 190 lóerős dízelmotort, amely csak manuálissal kapható. A táblázat adatai a manuális váltóra vonatkoznak, automata váltóval a gyorsulás-, végsebssség-, fogyasztás- és szén-dioxid-kibocsátási adatok kisebb mértékben eltérnek tőlük. A legnagyobb dízelmotort kivéve (amelyikhez alaphelyzetben jár) külön rendelhető az összkerékhajtás. Mindegyik motor turbófeltöltős, kulcs nélkül beindítható, és mindegyikük megfelel az EU6 károsanyag-kibocsátási határértékeknek.
| Név                | Hengerűrtartalom | Hengerek száma | Teljesítmény (lóerő) | Nyomaték (Nm) | Gyorsulás 0-100 km/h, s | Végsebesség (km/h) | Fogyasztás (l/100 km) | CO2-kibocsátás (g/km) |
| Benzinmotorok      | Benzinmotorok    | Benzinmotorok  | Benzinmotorok        | Benzinmotorok | Benzinmotorok           | Benzinmotorok      | Benzinmotorok         | Benzinmotorok         |
| ------------------ | ---------------- | -------------- | -------------------- | ------------- | ----------------------- | ------------------ | --------------------- | --------------------- |
| 1.0 TSI            | 999              | 3              | 115                  | 200           | 10,6                    | 187                | 5,2                   | 117                   |
| 1.5 TSI            | 1498             | 4              | 150                  | 250           | 8,4                     | 204                | 5,4                   | 122                   |
| Dízelmotorok       |                  |                |                      |               |                         |                    |                       |                       |
| 1.6 TDI            | 1598             | 4              | 115                  | 250           | 10,7                    | 188                | 4,5                   | 118                   |
| 2.0 TDI 150 LE     | 1968             | 4              | 150                  | 340           | 8,9                     | 207                | 4,4                   | 115                   |
| 2.0 TDI 150 LE 4x4 | 1968             | 4              | 150                  | 340           | 8,7                     | 196                | 5,0                   | 131                   |
| 2.0 TDI 190 LE 4x4 | 1968             | 4              | 190                  | 340           | 7,8                     | 211                | 5,2                   | 134                   |